# 杰基·鲁宾逊
罗伯特·劳埃德·杰克逊·鲁宾逊（英語：Robert Lloyd Jackson Robinson，1927年4月26日—2022年2月8日），绰号“杰克”或“杰基”，美国浸信会牧师和神学家、大学篮球运动员，曾代表美国参加1948年夏季奥运会男子篮球比赛。